# Iván Sención
Darío Iván Sención (Ciudad de San Martín, Buenos Aires, 14 de febrero de 1978) es un cantante, compositor y productor argentino de hard rock y heavy metal, más conocido por ser el vocalista de Jeriko, desde el año 2003 hasta el año 2022.

## Biografía

### Primeros Años
Empezó cantando desde muy pequeño, a los 9 años la madre lo incentivó para probarse en el coro del Teatro Colón, donde fue admitido como cantante estable hasta los 12 años.
Luego estudió música en el Conservatorio Nacional de Música por varios años donde aprendió a tocar el piano y la harmónica.
Al poco tiempo, con 15 años, formó sus primeras bandas de barrio, la primera se llamó De Última con estilo de Blues, después formó parte de otra llamada Barbarie, con la cual hacía covers de Deep Purple, Black Sabbath y Dio, bandas que lo influenciarían a lo largo de su profesión. También estuvo en una banda llamada Purgatorio, que cambió el nombre por Medieval y por último en Eternity.
Además de sus estudios musicales Iván empezó a estudiar medicina en la Universidad de Buenos Aires, tomando la carrera durante dos años, para conocer mejor el cuerpo humano y mejorar así sus técnicas vocales.

## Carrera

### Primeros Proyectos
Iván Sención empezó su carrera en proyectos menores de otros músicos y editando algunos demos, primero formó parte de la banda Humanimal por el año 2000 grabando algunas canciones que en un principio no serían editadas, pero que en el año 2008 formaron parte de un disco doble de la banda, no fue hasta el año 2024 que finalmente se edita una tercera versión del mismo en que se incluyen todas las canciones en las que había participado.
Al poco tiempo participó de la banda Hipnosis, proyecto solista de Fernando Scarcella, baterista de Rata Blanca, lanzando un EP y un videoclip de la canción «Vivir o Morir».
Luego fue el turno de Arkanus con el guitarrista Adrián Subotovsky y el bajista Rubén Trombini, lanzando otro EP cuyas canciones más adelante van a formar parte de un disco llamado "Metal Projet" editado en 2005, bajo el nombre Subotovsky-Trombini con otros músicos invitados como Walter Meza y Saúl Blanch.

### Jeriko
En 2003 abandona esos proyectos porque es convocado por el guitarrista Javier Cuevas, que ya lo había escuchado anteriormente para probar hacer algunas grabaciones para su banda Jeriko, que ya tenía varios años en el medio con dos discos editados y se encontraba sin cantante después de que Juan Soto dejara de formar parte del grupo, habiendo pasado antes en el puesto de cantante Walter Meza. 
El resto de la banda estaba formado en ese momento por Claudio Duliba en guitarras, Marcelo Bracalente en bajo y Germán Rodríguez en batería.
Con la banda editó cuatro álbumes de estudio más un recopilatorio de covers grabados en diferentes momentos de la banda, incluyendo las canciones para proyectos tributos de Megadeth y Manowar.

### Watchmen
También en 2003 empieza a trabajar en otro proyecto paralelo, una banda de hard rock llamada Watchmen, nombre tomado directamente de la serie de cómics ya que Iván es fan de esta saga. A diferencia de sus otros trabajos esta banda es un estilo de los años '80 y la particularidad de tener todas sus composiciones en inglés, lo que le permitió tener grandes repercusiones en Europa y EE. UU.
Para completar la formación convoca a los guitarristas Rodrigo Gudiña y Emmanuel López, uniéndose más tarde el bajista Germain Leth y el baterista Eduardo Giardina, a pesar de sus años de trabajo su primer material discográfico no vería la luz hasta el año 2006, que es el primero de tres discos de estudio lanzados hasta el momento.
Empezaron grabando un EP con dos canciones «Livin' The Heartache» y «On The Road» que al poco tiempo llegó a estar número uno en un ranking de una radio de EE. UU..
En 2005 participaron de un concurso de bandas en The Cavern Club en Buenos Aires en el que salieron segundos, pero estaban presentes Julia Baird, hermana de John Lennon y Dave Jones dueño de The Cavern Club, mítico bar donde empezó su carrera la banda The Beatles y les gustó tanto que los invitaron a tocar al bar de Liverpool.

### Otras Producciones
En el año 2008 participa como productor y realizando arreglos vocales para la banda Magnos en el disco que se llamó "Gritos".
También en ese año es llamado para un proyecto internacional con la banda de España llamada Bajel para el disco "Heavy Metal Opera" participando con el personaje de "Hermenegildo".
En 2018 forma una banda solista bajo el nombre Ivan Sencion's Killies, o solamente Killies, con Dario Wiber y Pablo Mingori en guitarras, Javier "Yety" Gonzales en bajo y Diego Camaño en batería, con la cual lanzó un EP.

### Blackbeer
Ya en el año 2022 abandona la banda Jeriko y deja en suspenso indefinido a Watchmen para dedicarse a otro proyecto de carácter internacional llamado Blackbeer. Todo comenzó en el año 2016 cuando el guitarrista venezolano Emmy Reyes se comunica con Iván para invitarlo a participar de un cover de la canción «Separate Ways» de Journey, desde ese momento siguieron en contacto hasta que en el año 2021 decidieron formar un grupo con el hermano de Emmy, Emil Reyes en bajo, más dos músicos franceses, Bertrand Cape en guitarra y Sylvain Vidal en batería. La banda ya lleva editado dos discos y están girando por Francia presentando su último material discográfico.
Al igual que Watchmen, las composiciones de las canciones son totalmente en inglés.
A lo largo de su carrera le ha tocado ser telonero de bandas internacionales tales como Yngwie Malmsteen, Tarja Turunen, Jeff Scott Soto, Stone Temple Pilots, Richie Kotzen, Europe, Whitesnake y Paul Di'Anno, ya sea tocando con Humanimal, Jeriko o Watchmen.
Además de sus múltiples proyectos, por su calidad vocal y su alta predisposición, en su carrera ha participado como invitado en más de cincuenta bandas, aparte de participar en los discos tributos de Deep Purple, Megadeth, Iron Maiden, Rata Blanca y Riff.

## Discografía

### Con Humanimal
- 2008 - El Camino de los Sabios (CD doble)
- 2024 - El Camino de los Sabios (Reedición)

### Con Hipnosis
- 2003 - Hipnosis (EP)

### Con Arkanus
- 2003 - Arkanus (EP)

### ConJeriko
- 2003 - En La Sangre
- 2007 - Instinto
- 2009 - Covers
- 2011 - En Origen
- 2021 - Hasta El Final

### ConWatchmen
- 2006 - Watchmen
- 2010 - Nowhere To Hide
- 2018 - Blackout

### Con Killies
- 2018 - Killies (EP)

### ConBlackbeer
- 2022 - Take the Freedom
- 2024 - Trapped In the Sin City

### Participaciones
- 2005 - Metal Project - Subotovsky - Trombini (LP)
- 2008 - Heavy Metal Opera - Bajel (LP)
- 2008 - Gritos - Magnos (LP)
- 2008 - «Los Ojos Del Dragon» - La Leyenda Continua - Humanimal Tributo a Rata Blanca
- 2009 - «Falsos Profetas» - Never Stop Fighting - Gusano´s Hellmachine
- 2009 - «La Pasión de las Aguas» - Hernan Daniel Vallejo
- 2011 - «Smoke On the Water» - «Under the Gun» - «Soldier Of Fortune» - «Speed King» - Sueños Purpuras Volumen 2 Tributo a Deep Purple
- 2011 - «Burn» - 2012 - Doble Eje
- 2011 - «Tierra Devastada» - MalijaM
- 2012 - «Ex Terminador» - Que Sea Rocka - Plan B Tributo a Riff
- 2012 - «Desde las Sombras» - Alterado - Unknown
- 2012 - «In the Shadows of Love» - Stranger
- 2013 - «You Are No Longer» - Esperando el Momento - Guerrero
- 2013 - «Rock para el Negro Atila» - Rock Podrido - Mastifal
- 2014 - «Dangerous Love» - Finding My Way - Open Mind
- 2015 - «Evitar el Error» - Desintegración - Destripador
- 2015 - «Separate Ways» - Gamalyel
- 2015 - «Eliz» - Las Memorias de la Luna - Nordica
- 2015 - «Es el Final» - El Origen de la Luz - Scarlight
- 2015 - «Ha Llegado el Final» - Shocker (EP) - Shocker
- 2015 - «Dreams» - In Rock
- 2015 - «La Fiesta» - Espiritu Salvaje
- 2016 - «Ya Nada Sera Igual» - «El Vuelo del Dragón» - El Misterio de la Pasión Divina - Preludio Ancestral
- 2016 - «The Garden of Everything» - Maaya Sakamoto & Steve Conte
- 2016 - «In My Soul» - El Credo - Ravensoul Creed
- 2017 - «Waiting For the Flames» - Synapse - B.I.O.S.
- 2017 - «Fortunate Son» - Residual - Residual
- 2018 - «Redefine» - «Fading Like a Flower» - Redefine - Arhiman
- 2018 - «Eye of the Tiger» - Delorean Zeta
- 2018 - «¿Adonde vas?» - «Turmalinas» - «Apalache» - Juguetes Rotos (EP) - Hernán Bovo
- 2018 - «Gimme The Prize» - Instinto Salvaje
- 2018 - «Black Dog» - Pared Roja
- 2019 - «Por tu Maldad» - 6 - Patán
- 2020 - «Poison Heart» - «Purple Rain» - Covers & Hits Vol 1 - Black Side
- 2020 - «Necios Sin Razón» - Boanerges
- 2020 - «Addicted to that Rush» - Mr. Big
- 2020 - «Dream Warriors» - Dokken
- 2020 - «Reventado» - In Dios
- 2020 - «Vida Eterna» - Lörihen
- 2020 - «Spotlight Kid» - Preludio Ancestral
- 2020 - «Break It Up» - Shocker
- 2020 - «Sweet Talker» - Whitesnake
- 2020 - «Holy Diver» - Curwen
- 2021 - «Drinking In The Dark» - «The Tyrant» - The Devil's Tale (EP) - Agustin Delucchi
- 2021 - «Tricampeon del Desvelo» - Latiendo - Entre Círculos
- 2021 - «When Time Doesn't Heal» - Allen/Lande
- 2021 - «Life Is Illusion» - Mental Asylum - Beto Vazquez Infinity
- 2021 - «Circulo Eterno» - Humanimal
- 2021 - «Thundersteel» - Riot
- 2021 - «Agord, la Bruja» - Endorfinas
- 2022 - «Buscando una Razón» - «No Me Veras Caer» - «Estoy...» - Buscando una Razón (EP) - Blindaje
- 2022 - «Human Solution» - Sessions - Elemiah RoX
- 2022 - «Dreaming (Tell Me)» - Yngwie Malmsteen
- 2023 - «Behind the Line» - Magnus - Preludio Ancestral
- 2023 - «Desaparecidos» - El Reloj
- 2023 - «Easier Said than Done» - Whitesnake
- 2023 - «Hoy Es Pasado» - Nikko Chieffo
- 2023 - «I Wish It Would Rain Down» - «I» - Cross Songs (EP) - Agustin Delucchi
- 2023 - «Jeremías Pies de Plomo» - Vox Dei
- 2023 - «En las Profundidades» - Magnitud - Yisus Rivero
- 2023 - «Mother Earth» - Tales From the Earth (EP) - Ancient Settlers
- 2023 - « Awakening to Reality» - Rising From Decay (EP) - Pablo Bruno
- 2023 - «Intuition» - TNT
- 2024 - «La Leyenda del Hada y el Mago» - Carabajal/Villalba
- 2024 - «Under The Venom» - Agustin Delucchi
- 2024 - «Desaparecer» - Ilex